# Symplocos hookeri
Symplocos hookeri är en tvåhjärtbladig växtart som beskrevs av Charles Baron Clarke. Symplocos hookeri ingår i släktet Symplocos och familjen Symplocaceae. Utöver nominatformen finns också underarten S. h. tomentosa.